# 穆吉布纳加尔乌帕齐拉
穆吉布纳加尔是孟加拉国的一个乌帕齐拉，位於西部庫爾納專區的梅黑尔布尔县。其曾是梅黑尔布尔沙达尔乌帕齐拉的一部分，后於2000年2月24日獨立為一個烏帕齊拉，並以谢赫·穆吉布·拉赫曼命名。